# مرير شائك الزغب
المرير شائك الزغب واسمه العلمي (باللاتينية: Picris strigosa) نوع نباتي ينتمي إلى جنس المرير من الفصيلة النجمية.

## الموئل والانتشار
موطنه بلاد الشام وتركيا والقوقاز.

## مرادفات للاسم العلمي
- (باللاتينية: Picris glomerata K. Koch)
- (باللاتينية: Picris turcomanica Gand.)
- (باللاتينية: Picris strigosa subsp. turcomanica (Gand.) Bornm. & Sint.)